# Las Ketchup
Las Ketchup é um girl group espanhol, formado em Córdoba, em 2002. Originalmente um quarteto, suas integrantes são Lola, Pilar, Lucía e Rocio Muñoz, um grupo de irmãs filhas do famoso músico espanhol Juan Muñoz, conhecido como El Tomate. Atingiram enorme sucesso com o single "Aserejé", lançado em 2002, que vendeu 7 milhões de unidades mundialmente, além de figurar em primeiro lugar nas paradas de diversos países. Representaram a Espanha no Festival Eurovisão da Canção 2006, em Atenas, na Grécia, com a canção "Bloody Mary".

## Discografia

### Álbuns
| Ano  | Detalhes do álbum | Melhores posições | Melhores posições | Melhores posições | Melhores posições | Melhores posições | Melhores posições | Melhores posições | Melhores posições | Melhores posições | Melhores posições | Melhores posições | Melhores posições | Melhores posições | Melhores posições | Melhores posições | Certificações                                                                 | Vendas                                          |
| Ano  | Detalhes do álbum | AUS               | BEL               | DEN               | HOL               | FIN               | FRA               | HUN               | ITA               | NOR               | POR               | ESP               | SUE               | SUI               | EUA               | EUA Latin         | Certificações                                                                 | Vendas                                          |
| ---- | --- | ----------------- | ----------------- | ----------------- | ----------------- | ----------------- | ----------------- | ----------------- | ----------------- | ----------------- | ----------------- | ----------------- | ----------------- | ----------------- | ----------------- | ----------------- | ----------------------------------------------------------------------------- | ----------------------------------------------- |
| 2002 | Hijas del Tomate - Lançamento: 20 de agosto de 2002 - Formato(s): CD, download Digital - Gravadora(s): Columbia, Sony Music | 22                | 35                | 27                | 23                | 1                 | 18                | 5                 | 8                 | 13                | 1                 | 1                 | 7                 | 6                 | 65                | 1                 | - : 2× Platina - : Ouro - : Ouro - : Platina - : Ouro - : 4× Platina (Latino) | - : 400.000 - : 700.000 - : 200.000 - : 450.000 |
| 2006 | Un Blodymary - Lançamento: 16 de maio de 2006 - Formato(s): CD, download Digital - Gravadora(s): Warner Music               | —                 | —                 | —                 | —                 | 8                 | 63                | 10                | —                 | —                 | 96                | 3                 | 38                | 82                | —                 | —                 |                                                                               |                                                 |

### Singles
| Year | Título                       | Melhores posições | Melhores posições | Melhores posições | Melhores posições | Melhores posições | Melhores posições | Melhores posições | Melhores posições | Melhores posições | Melhores posições | Melhores posições | Melhores posições | Melhores posições | Certificações | Álbum            |
| Year | Título                       | AUS               | AUT               | FRA               | ALE               | NOR               | NZ                | SUE               | SUI               | HUN               | FIN               | ESP               | RU                | EUA               | Certificações | Álbum            |
| ---- | ---------------------------- | ----------------- | ----------------- | ----------------- | ----------------- | ----------------- | ----------------- | ----------------- | ----------------- | ----------------- | ----------------- | ----------------- | ----------------- | ----------------- | ------------- | ---------------- |
| 2002 | "The Ketchup Song (Aserejé)" | 1                 | 1                 | 1                 | 1                 | 1                 | 1                 | 1                 | 1                 | 1                 | 1                 | 1                 | 1                 | 54                | - : Platina   | Hijas del Tomate |
| 2002 | "Kusha Las Payas"            | —                 | 36                | 38                | 76                | —                 | —                 | —                 | 29                | —                 | 21                | 12                | —                 | —                 |               | Hijas del Tomate |
| 2006 | "Un Bloodymary"              | —                 | —                 | —                 | —                 | —                 | —                 | 38                | 82                | 10                | 8                 | 7                 | —                 | —                 |               | Un Blodymary     |